# Empis uzbekistanica
Empis uzbekistanica är en tvåvingeart som beskrevs av Chvala 1999. Empis uzbekistanica ingår i släktet Empis och familjen dansflugor. Inga underarter finns listade i Catalogue of Life.